# Ha a Beale utca mesélni tudna (film)
Ha a Beale utca mesélni tudna (eredeti cím: If Beale Street Could Talk) 2018-ban bemutatott amerikai romantikus-dráma, melyet Barry Jenkins írt és rendezett, James Baldwin 1974-es azonos című regénye alapján. A főszereplők KiKi Layne, Stephan James, Colman Domingo, Teyonah Parris, Michael Beach, Dave Franco, Diego Luna, Pedro Pascal, Ed Skrein, Brian Tyree Henry és Regina King.
Jenkins Holdfény (2016) című filmje sikerét követően 2017 júliusában bejelentették, hogy ő rendezi Baldwin azonos nevű regényének adaptációját a 2013-ban megírt forgatókönyvéből. A film forgatása 2017 októberében kezdődött New York Cityben, és a szereplőgárdát ugyanabban a hónapban jelentették be.
Világpremierjét a Torontói Nemzetközi Filmfesztiválon tartották 2018. szeptember 9-én, majd az Annapurna Pictures 2018. december 14-én mutatta be az Amerikai Egyesült Államok mozijaiban.
Dicséretet kapott a színészi játék (különösen Kingé), Jenkins forgatókönyve és rendezése, az operatőr és a zenei partitúra is.
A film végigkövet egy fiatal nőt, aki családja támogatásával igyekszik tisztázni a tévesen vádolt szeretője nevét és bizonyítani ártatlanságát gyermekük születése előtt.

## Szereplők
| Szerep                                                                           | Színész           | Magyar hang       |
| -------------------------------------------------------------------------------- | ----------------- | ----------------- |
| Clementine "Tish" Rivers                                                         | KiKi Layne        | Mészáros Blanka   |
| Alonzo "Fonny" Hunt                                                              | Stephan James     | Ember Márk        |
| Sharon Rivers; Tish anyja                                                        | Regina King       | Bognár Gyöngyvér  |
| Ernestine Rivers; Tish nővére                                                    | Teyonah Parris    | Dobó Enikő        |
| Joseph Rivers; Tish apja                                                         | Colman Domingo    | Rába Roland       |
| Daniel Carty; Fonny barátja, egy nemrég szabadult rab                            | Brian Tyree Henry | Varga Rókus       |
| Bell rendőrtiszt; rendőr, aki vallomást tesz Fonny ellen                         | Ed Skrein         | Fehér Tibor       |
| Victoria Rogers; rendőr, a nemi erőszak áldozata, aki tévesen azonosítja Fonny-t | Emily Rios        | ?                 |
| Frank Hunt; Fonny apja                                                           | Michael Beach     | Kálid Artúr       |
| Alice Hunt; Fonny anyja                                                          | Aunjanue Ellis    | Orosz Helga       |
| Adrienne Hunt; Fonny egyik nővére                                                | Ebony Obsidian    | ?                 |
| Sheila Hunt; Fonny másik nővére                                                  | Dominique Thorne  | ?                 |
| Hayward; Fonny ügyvédje                                                          | Finn Wittrock     | ?                 |
| Pedrocito; pincér és Fonny barátja                                               | Diego Luna        | ?                 |
| Pietro Alvarez; férfi, aki összehozza Victoria és Sharon találkozóját            | Pedro Pascal      | Karácsonyi Zoltán |
| Levy; zsidó bérbeadó                                                             | Dave Franco       | Hamvas Dániel     |

## Gyártás

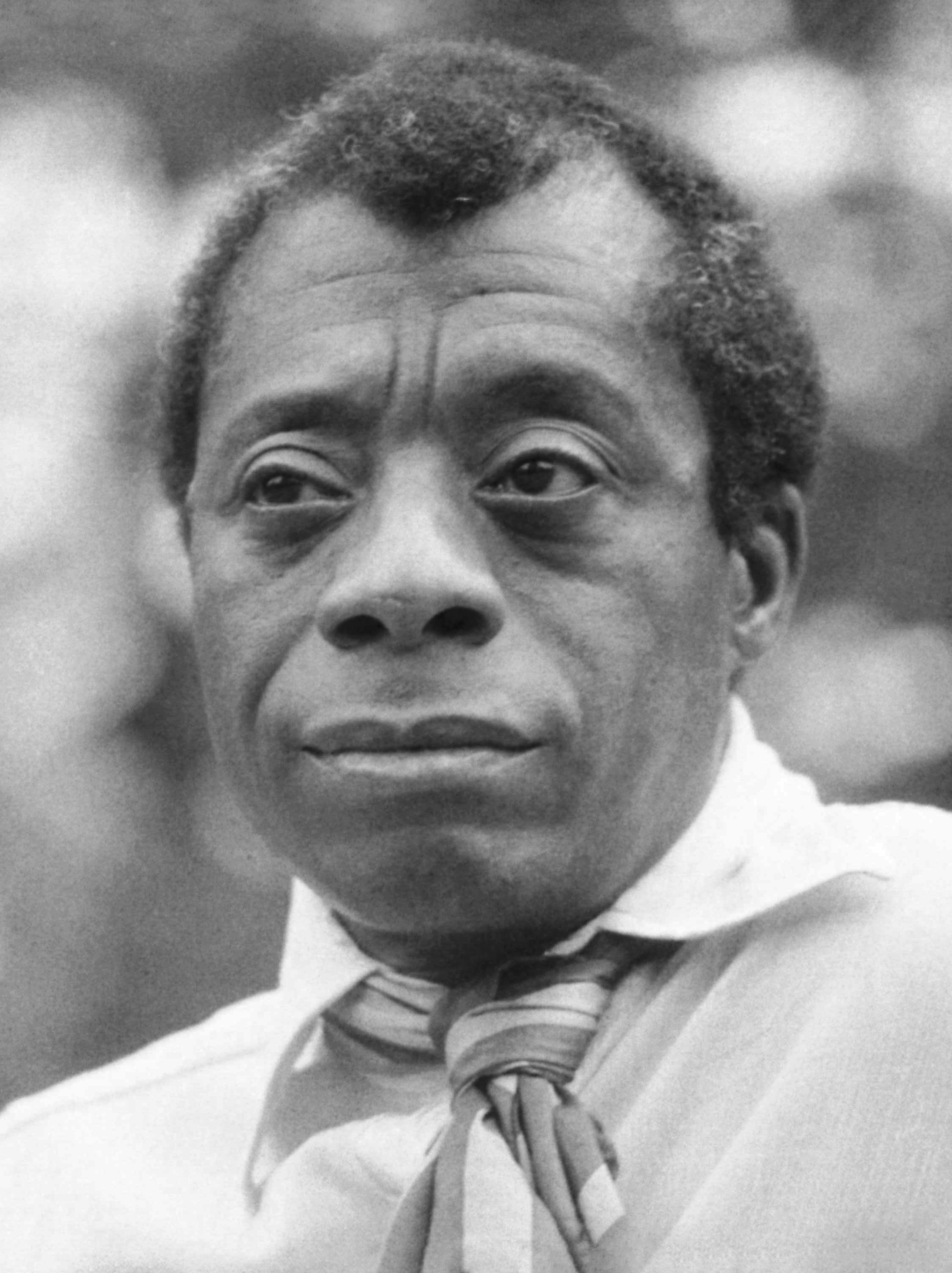
James Baldwin szerző.

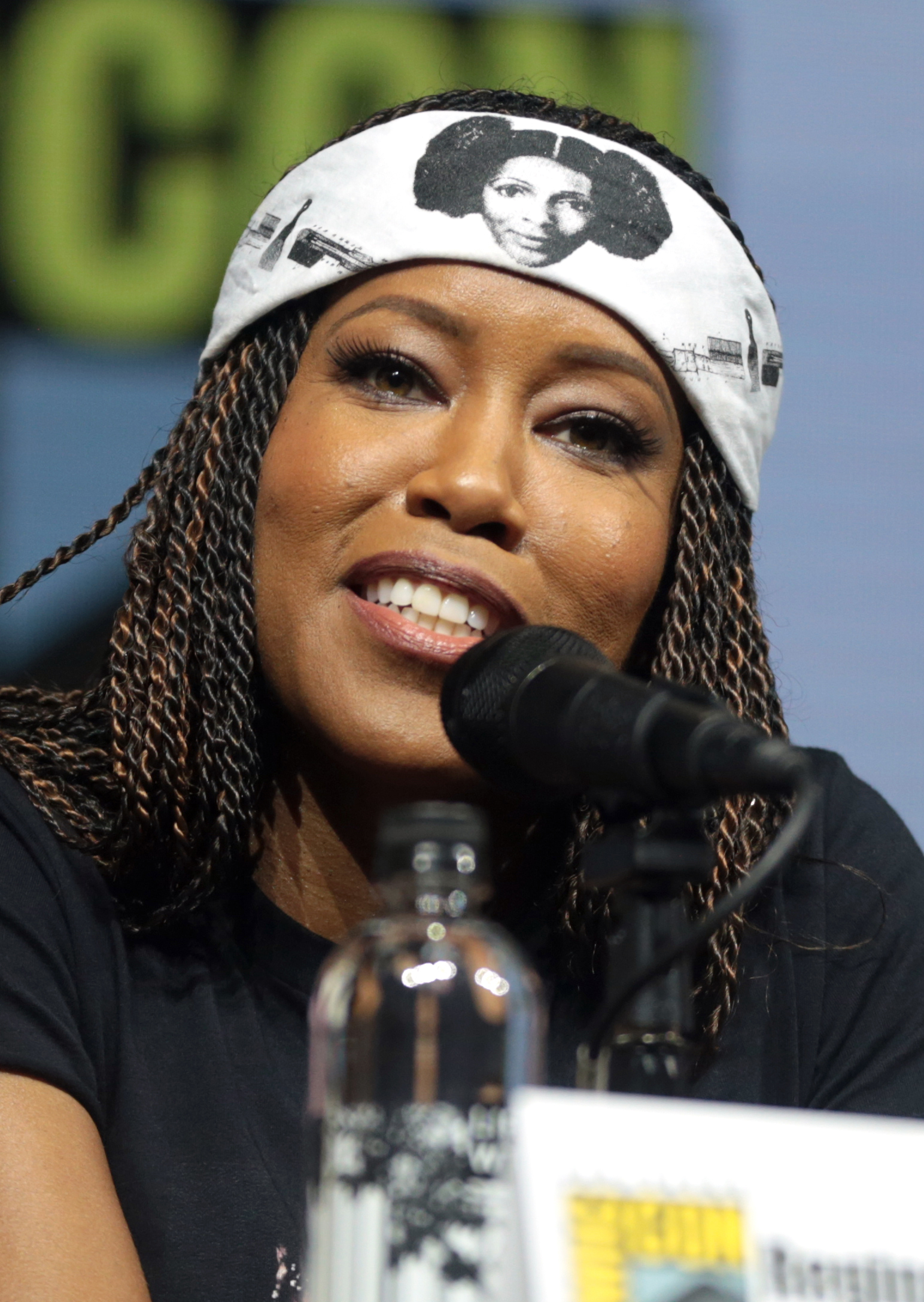
Regina King filmbéli teljesítménye széleskörű elismerést kapott, emellett Oscar-díj a legjobb női mellékszereplőnek és Golden Globe-díj a legjobb női mellékszereplőnek járó díjat is megkapta.

2017. július 10-én bejelentették, hogy Barry Jenkins fogja rendezni James Baldwin a Ha a Beale utca mesélni tudna regény-adaptációját. Jenkins 2013 nyarán írta a forgatókönyvet, amikor a Holdfényt című film forgatókönyvét is írta.
2017. augusztus 29-én Stephan James-t választották a főszerepre. 2017 szeptemberében KiKi Layne és Teyonah Parris is csatlakozott a stábhoz, Layne a női főszerepre.
2017. október 18-án arról számoltak be, hogy Ha a Beale utca mesélni tudnát elkezdték forgatni New Yorkban. Ugyanebben a hónapban Regina King, Colman Domingo, Brian Tyree Henry, Dave Franco és Ed Skrein csatlakozott a film szereplőihez. Novemberben Michael Beach, Finn Wittrock, Aunjanue Ellis és Diego Luna, 2017 decemberében pedig Pedro Pascal, valamint Emily Rios is csatlakozott. 2018 márciusában bejelentették, hogy Nicholas Britell fogja szerezni a film zenéit.